# Талай-Сагар
Талай-Сагар (англ. Thalay Sagar) — вершина высотой 6904 метра над уровнем моря в Гималаях в Индии в штате Уттаракханд. Первое восхождение на вершину совершила англо-американская команда в составе Роя Клигфилда, Джона Тэкрея и Пита Текстона 24 июня 1979 года.

## Физико-географическая характеристика
Вершина Талай-Сагар находится в северной Индии в штате Уттаракханд.
Родительской вершиной по отношению к вершине Талай-Сагар является шеститысячник Кедарнатх высотой 6940 метров, расположенный приблизительно в 7 километрах на юго-восток. Седловина между двумя вершинами расположена на высоте 5760 метров, таким образом, относительная высота вершины Талай-Сагар составляет 1144 метра.
Талай-Сагар сложен преимущественно из гранита.

## История восхождений
Первое восхождение на вершину Талай-Сагар совершила англо-американская команда в составе Роя Клигфилда, Джона Тэкрея и Пита Текстона 24 июня 1979 года по север-западному кулуару с выходом на гребень.

### «Золотой ледоруб»
Восхождения на Талай-Сагар дважды получали самую престижную награду в альпинистском мире «Золотой ледоруб» — в 1999 и 2017 годах.
С 13 по 25 сентября 1998 года альпинисты Эндрю Линдблэйд из Австралии и Атол Уимп из Новой Зеландии совершили первое прямое прохождение северной стены без выходов на гребни. Их восхождение было удостоено «Золотого ледоруба» в 1999 году.
В 2003 году французская двойка Стефан Бенуа и Патрис Глерон-Раппаз прошла новый маршрут по северо-западной стене Талай-Сагара. Маршрут протяженностью около 1200 метров (ED+ категория сложности по классификации IFAS) получил название «Билет в один конец» («One Way Ticket») и был пройден с 21 по 30 сентября 2003 года. В течение нескольких дней Стефан и Патрис были вынуждены пережидать непогоду на высоте около 6000 метров, но в итоге 29 сентября 2003 года они успешно достигли вершины. В базовый лагерь они вернулись другим маршрутом на следующий день. В 2004 году восхождение Стефана Бенуа и Патриса Глерон-Раппаза было в числе номинантов на 13-ю премию «Золотой ледоруб», но по итогам голосования награда была присуждена восхождению россиян Валерия Бабанова и Юрия Кошеленко по новому маршруту на вершину Нупцзе (7804 метра) по южной стене.
В сентябре 2016 года российская тройка (Дмитрий Головченко, Дмитрий Григорьев и Сергей Нилов) прошли новый маршрут «Праздник, который всегда с тобой» («Moveable Feast») по диретиссиме северной стены высочайшей категории сложности по российской классификации 6Б (ED2 категория сложности по классификации IFAS). 9 сентября Головченко, Григорьев и Нилов стартовали из базового лагеря у подножия ледника. Первые 500 метров восхождения представляли собой крутой снежно-ледовый склон, по которому они вышли к первому серьёзному препятствию, 200-метровой отвесной стене. Прохождение стены, осложнённое сильным ветром и перемежающимися участками гладких скал, снега и льда, заняло 2 дня. Вслед за стеной последовал участок смешанного лазания по крутому склону с уклоном до 80°, после которого они подошли под нависающую скалу с уклоном до 110°. Попытка обойти скалу не увенчалась успехом, и им пришлось проходить её по прямой. После скалы Нилов, Головченко и Григорьев вышли на снежный склон, по которому 17 сентября дошли до вершины. Спустя 2 дня, 19 сентября 2016 года, они вернулись в базовый лагерь по маршруту первовосходителей. В 2017 году это восхождение получило «Золотой ледоруб» наряду с восхождением англичан Ника Буллока и Пола Рамсдена по северной стене горы Ньэнчентанглха в Тибете.